# Амфрисос
Амфрисос (Амфри́с, Амфрид, лат. Amphrysos, Amphrysus, др.-греч. Ἄμφρυσος, Ἄμφρυσσος, Ἄμβρυσος, Ἄμβρυσσος, Кефалосис, Κεφάλωσης) — небольшая пересыхающая река в Греции (Фессалия), в ахейской Фтиотиде, к югу от Алмироса, берущая начало из обильного, солоноватого источника на склонах северного отрога, выступающего от северной вершины Профитис-Илиас (Айос-Илиас, Άγιος Ηλίας, 633 м) горы Отрис, протекающая на северо-восток по Крокусову полю у стен древнего Алоса эллинистического периода, пересекающая автостраду 1 Пирей — Афины — Салоники — Эвзони, к югу от Неос-Платаноса и впадающая в залив Пагаситикос. На её берегах Аполлон девять лет пас стада Адмета. Иногда её смешивали с фокидским городом Амбрисом близ Дельф.

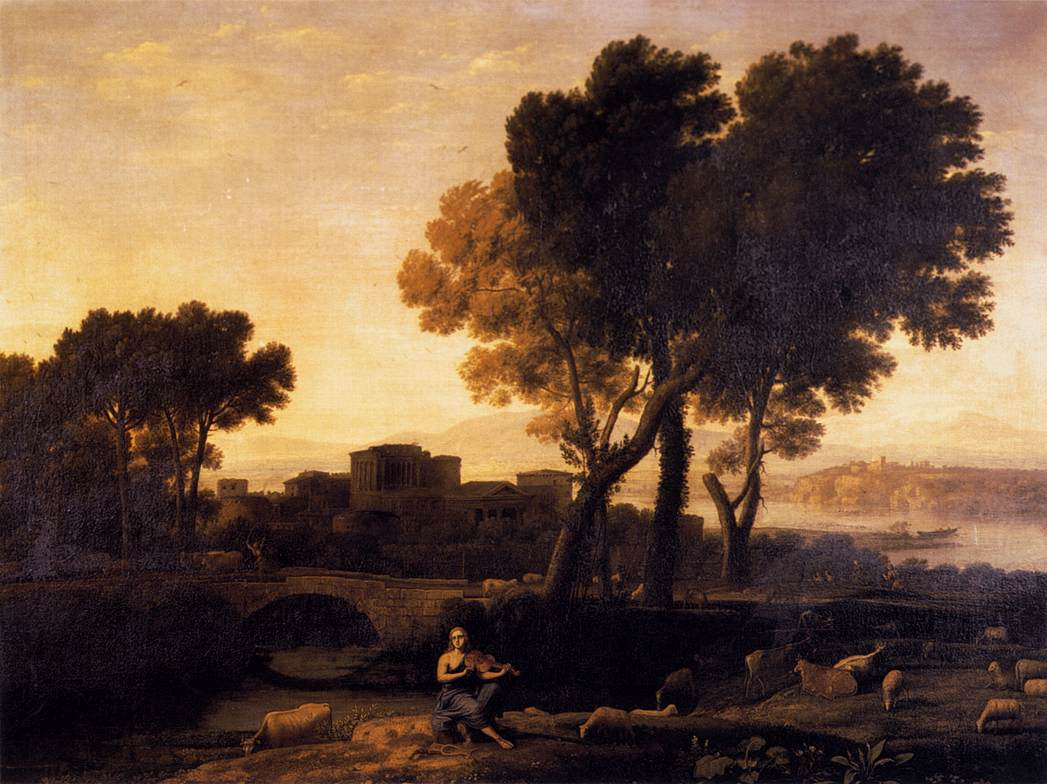
Клод Лоррен. Аполлон, пасущий стада Адмета. 1654

Согласно трагедии «Алкеста» Еврипида сын Аполлона Асклепий воскресил человека, чем вызвал гнев Зевса, поразившего его молнией. В ответ Аполлон убил циклопов, которые помогали Гефесту ковать зевсовы молнии. За это Зевс сослал его на год в услужение смертному — царю Адмету. По другой версии мифа, Зевс на восемь лет сослал Аполлона в услужение к Адмету за убийство Пифона. Аполлон любил Адмета и помог ему получить в жены Алкесту, дочь царя Иолка Пелия. Коров Аполлона украл Гермес, покинувший свою колыбель. Их конфликт был улажен благодаря вмешательству Зевса. Гермес передал Аполлону сконструированную им из панциря черепахи лиру.
По Страбону Алос основал Афамант. Южная часть Крокусова поля называлась Афамантийской долиной (Афамантовым полем, Αθαμάντιον πεδίον, Αthamantius campus) или Афамантией (Αθαμαντία). С Афамантийской долиной связан миф об аргонавтах. Дети Афаманта, Фрикс и Гелла, изображённые на бронзовых монетах города Алос, летели через земли и моря на златорунном баране на Понт (Чёрное море), чтобы спастись от Ино. На берегу Амфриса Евполемея, дочь Мирмидона родила Эфалида, герольда аргонавтов.
Овидий упоминает речного бога, который приходит к Пенею.